# Харрисон, Джим
Джим Харрисон (англ. Jim Harrison; 11 декабря 1937, Грейлинг, Мичиган — 26 марта 2016, Патагония, Аризона) — американский поэт, романист и эссеист. Он писал сценарии, рецензии на книги, литературную критику и публиковал эссе о еде, путешествиях и спорте. Харрисон отметил, что из всего, что он написал, его поэзия значила для него больше всего. За свою жизнь он опубликовал 24 новеллы и считается «выдающимся мастером Америки» в этой форме. Его первый коммерческий успех пришел с публикацией в 1979 году трилогии новелл «Легенды осени», две из которых были экранизированы. Работы Харрисона были переведены на несколько языков, включая испанский, французский, греческий, китайский и русский. Он был удостоен множества наград и почестей, включая стипендию Гуггенхайма (1969), премию Марка Твена за выдающийся вклад в литературу Среднего Запада (1990) и вступление в Американскую академию искусств и литературы (2007). Харрисон писал, что «Мечта о том, что я мог бы написать хорошее стихотворение, хороший роман или даже хороший фильм, если уж на то пошло, поглотила мою жизнь».

## Биография
Харрисон родился в Грейлинге, штат Мичиган, в семье Уинфилда Спрага Харрисона, окружного сельскохозяйственного агента, и Нормы Оливии (Уолгрен) Харрисон, заядлых читателей. Харрисон родился через 18 месяцев после старшего ребёнка Джона, с которым Джим был близок. Младшие братья и сестры Джима — Джудит, а затем Мэри и Дэвид. Он ослеп на один глаз после несчастного случая в детстве.
Харрисон окончил среднюю школу Хаслетта (г. Хаслетт, штат Мичиган) в 1956 году. Когда ему было 24 года, 21 ноября 1962 года его отец и сестра Джуди погибли в автокатастрофе.
В 1959 году он женился на Линде Кинг, от которой у него родились две дочери. Он получил образование в Университете штата Мичиган, где получил степень бакалавра (1960) и магистра (1964) в области сравнительного литературоведения. После непродолжительной работы доцентом английского языка в Университете Стоуни-Брук (1965-66) Харрисон начал работать писателем на постоянной основе. Его награды включают гранты Национальной академии художеств (1967, 1968 и 1969), стипендию Гуггенхайма (1969-70), премию «Дух Запада» от Ассоциации книготорговцев гор и равнин и избрание в Американскую академию Искусство и литература (2007).
Его работы публиковались во многих ведущих изданиях, включая The New Yorker, Esquire, Sports Illustrated, Rolling Stone, Outside, Playboy, Men’s Journal и The New York Times Book Review. Он опубликовал несколько сборников новелл, два из которых впоследствии были экранизированы: «Месть» (1990) и «Легенды осени» (1994).
Действие большей части произведений Харрисона происходит в малонаселенных регионах Северной Америки и её запада. Действие многих историй происходит в таких местах, как Песчаные холмы Небраски, Верхний полуостров Мичигана, горы Монтаны и вдоль границы Аризоны и Мексики.
Харрисон жил в Патагонии, штат Аризона, Ливингстоне, штат Монтана, и Гранд Марэ, штат Мичиган. 31 августа 2009 года он был показан в эпизоде телешоу Энтони Бурдена «No Reservations» , которое проходило в Ливингстоне и его окрестностях. Он также появился в 7-м сезоне сериала Бурдена CNN "Энтони Бурден: Неизвестные части " в эпизоде, который впервые вышел в эфир 15 мая 2016 года.
Харрисон умер от сердечного приступа 26 марта 2016 года в Патагонии, штат Аризона.

## Проза
Харрисон сказал, что стал писателем после того, как упал со скалы во время охоты на птиц. Во время его выздоровления его друг Томас МакГуэйн предложил ему написать роман, результатом которого стал «Волк: ложные воспоминания» (1971). Это история человека, который рассказывает историю своей жизни, ища следы волка в глуши северного Мичигана. За этим последовал «Хороший день, чтобы умереть» (1973), экотажный роман и заявление об упадке американских экологических систем, и " Фермер " (1976), рассказ в стиле «Лолиты» о деревенском школьном учителе и фермере, столкнувшихся со средним возрастом, смертью его матери и осложнениями человеческой сексуальности.

Первые новеллы Харрисона были опубликованы в 1979 году под названием «Легенды осени» . Актёр Джек Николсон, близкий друг Харрисона, с которым он познакомился через Томаса МакГуэйна, сыграл второстепенную роль в создании этой книги. Когда Николсон услышал, что Харрисон разорился, он отправил 30 000 долларов, что позволило Харрисону написать «Легенды осени». Заглавная новелла представляет собой эпическую историю, охватывающую 50 лет и повествующую об отце и трех сыновьях на бескрайних просторах северных Скалистых гор во время Первой мировой войны. Ссылаясь на заглавную новеллу, Харрисон сказал:
«Я написал „Легенды осени“ за девять дней, и когда я перечитал её, мне нужно было изменить только одно слово. Не было процесса редактирования. Никакого. Я так много думал о персонаже, что писать книгу было все равно, что писать под диктовку. Когда я закончил, я был ошеломлен, мне нужно было взять отпуск, но книга была готова». 
Формат новеллы стал бы важной частью как будущей репутации Харрисона, так и его творчества. Вслед за «Легендами осени» при жизни Харрисона появилось ещё семь сборников новелл: «Женщина, освещенная светлячками» (1990), «Джулип» (1994), «Зверь, которого бог забыл создать» (2000), «Лето, когда он не умер» (2005), «Дочь фермера» (2009), «Пловец по реке» (2013) и, наконец, «Древний менестрель» (2016), последний появился незадолго до смерти Харрисона в марте того же года.
После публикации «Чернокнижника» (1981) и «Солнечного пса» (1984) Харрисон опубликовал «Далву» (1988), один из своих самых известных романов. Это сложная история, действие которой разворачивается в сельской местности Небраски, о поисках женщиной сына, которого она отдала на усыновление, и отца мальчика, который также оказался её сводным братом. На протяжении всего повествования Далва обращается к памяти своего прадеда-первопроходца Джона Уэсли Нортриджа, выжившего в Андерсонвилле во время гражданской войны и натуралиста, чьи дневники ярко рассказывают об уничтожении образа жизни индейцев равнин. Многие из этих персонажей также фигурируют в «Дороге домой» (1998), сложном произведении с участием пяти рассказчиков, включая Далву, её 30-летнего сына Нельса и её дедушку Джона Уэсли Нортриджа II. Харрисон описал, что пытался проникнуть в «историю души того места, где вы живете» в продолжении «Далвы», в данном случае сельской Небраски во второй половине 20-го века.
К тому времени, когда Харрисону исполнилось 60 лет в 1998 году, он опубликовал как дюжину художественных произведений, так и ещё дюжину томов поэзии.

## Дальнейшая жизнь и сочинения
Хотя он продолжал писать в формате новеллы, в последние годы (1999—2016) Харрисон переориентировал свои усилия на более длинную форму романа. В 2000-х Харрисон опубликовал два самых амбициозных романа, действие которых разворачивается на Верхнем полуострове Мичигана: «Истинный север» (2004) и его продолжение «Возвращение на землю» (2007). «Истинный Север» исследует историю семьи лесозаготовителей, раздираемой алкоголизмом и моральным безрассудством пострадавшего от войны отца. Роман содержит две истории: историю отца-монстра и историю сына, пытающегося искупить зло своего отца и, в конечном счете, примиряющегося с историей своей семьи.
«Возвращение на землю» (2007) пересматривает персонажей и обстановку «Истинного Севера» (2004) 30 лет спустя. В истории четыре рассказчика: Дональд, индеец смешанной крови, средних лет и умирающий от болезни Лу Герига; жена Дональда Синтия, которую он спас подростком из руин её семьи; брат Синтии Дэвид (центральный персонаж «Истинного Севера»); и К., племянник Синтии и родственная душа Дональда. В конечном счете, большая семья помогает Дональду закончить свою жизнь в выбранном им месте, а затем использовать силу любви и преданности, чтобы примириться с потерей и залечить раны, нанесенные поколениями.
«Английский майор» (2008) — дорожный роман о 60-летнем бывшем школьном учителе английского языка и фермере из Мичигана, который после развода и продажи своей фермы отправляется на запад в путешествие, очищающее разум. По пути он заводит роман с бывшей студенткой, воссоединяется со своим сыном в Сан-Франциско, обсуждает вопросы жизни и похоти со старым другом-врачом и предпринимает проект по переименованию всех штатов и их государственных птиц.
Харрисон написал два мрачно-комических детективных романа «Великий лидер: фальшивая тайна» (Grove Press, 2012) и «Большая семерка» (Grove Press, 2015), оба сосредоточены на главном герое детективе Сандерсоне. The Great Leader: A Faux Mystery получила положительный отзыв в New York Times, а критик Пит Декстер назвал творчество Харрисона «очень близким к волшебству».

## Поэзия

### История публикаций
Вдохновленный изучением Пабло Неруды, Харрисон завершил то, что он назвал своими первыми приемлемыми стихами в начале 1960-х годов. В 1965 году несколько его стихотворений были опубликованы в The Nation and Poetry, а затем, при содействии поэтессы Дениз Левертов, он опубликовал свой первый поэтический сборник Plain Song (1965).
На протяжении своей жизни Харрисон публиковал свои стихи во многих периодических изданиях, включая Virginia Quarterly Review, Triquarterly, American Poetry Review и New York Times Book Review. Он опубликовал 17 поэтических сборников (в их число входят сборники стихов, выпущенные ограниченным тиражом, а также работы в соавторстве). В книге «Форма путешествия: новые и собранные стихи» (1998) собрано более 120 его стихотворений. Посмертный «Джим Харрисон: основные стихи» (2019) был выбран из почти 1000 стихотворений, написанных Харрисоном.
Харрисон отдавал себе отчет в том, что его поэзия не пользовалась массовой популярностью. Он писал, что для привлечения внимания к поэзии «вам пришлось бы принести в жертву поэта-добровольца на BMW 751». Он надеялся, что, выбрав небольшое издательство, такое как Copper Canyon Press, его поэтические сборники останутся в печати.
«Поплавок мертвеца» (2016), его последняя книга стихов, была опубликована в год его смерти.

### Влияния
Харрисон начал изучать поэзию подростком и, будучи молодым человеком, считал себя «поэтом и никем другим». Самое раннее влияние на него оказали Артур Рембо, Ричард Райт и Уолт Уитмен.
Харрисон изучал множество англоязычных поэтов, включая У. Б. Йейтса, Дилана Томаса, Роберта Блая и Роберта Дункана. Харрисон также сослался на разнообразные влияния мировой поэзии, включая: французскую поэзию символистов; русских поэтов Георгия Иванова и Владимира Маяковского; немецкого поэта Ренье Марию Рильке; и китайская поэзия династии Тан.[примечание 1] Он чувствовал особую близость к французскому поэту Рене Шару и русскому поэту Сергею Есенину, поскольку они оба происходили «из скромной сельской местности». Серия стихотворений Харрисона в прозе «Письма к Есенину» (1973) была вдохновлена Есениным.
Практика Харрисоном дзен-буддизма была важна для его поэзии, отчасти потому, что это удерживало его «голову от отлета». Он узнал о поэзии, вдохновленной дзен, «благодаря таким поэтам, как Клейтон Эшлеман и Сид Корман, и наиболее сильно — через Гэри Снайдера». Он писал, что его длинное стихотворение «Теория и практика рек» (1986) было «в основном дзеннистским». Его последовательность из 57 стихотворений после Иккю (1996) озаглавлена в честь дзэнского монаха Иккю и была вызвана его изучением дзэнских мудрецов Туншаня и Юньмэня.

### Поэзия природы
Поэзия Харрисона часто связана с миром природы. Нечеловеческие существа, особенно птицы и собаки, населяют его поэзию, а дикие, нецивилизованные места часто встречаются в качестве декораций. Поэзия Харрисона «возвращает нас к некоторому уровню понимания наших отношений с другой жизнью на планете». Харрисон писал, что его «близость с миром природы была заменой религии или религии другого рода».

## Биографии и интервью
В 2009 году издательство University of Nebraska Press опубликовало «Джим Харрисон: Всеобъемлющая библиография», 1964—2008, иллюстрированное руководство по опубликованным работам Харрисона под редакцией Грегга Орра и Бифа Торри, со вступлением Роберта Демотта, которое содержит более 1600 цитат из произведений Харрисона и о нём. Многие работы Харрисона хранятся в Государственном университете Гранд-Вэлли в Гранд-Рапидсе, штат Мичиган.
В 2004 году Франсуа Буснель взял у Харрисона интервью в Париже и спросил, как он объясняет успех своего романа «Истинный север» в Соединенных Штатах, где его предыдущие книги не имели успеха. Харрисон ответил: «Несомненно, возраст! Или доказательство того, что Америка любит Францию, поскольку там часто говорят, что я самый французский из американских писателей».
Многие интервью Харрисона в период с 1976 по 1999 год собраны в книге «Беседы с Джимом Харрисоном» под редакцией Роберта Демотта, опубликованной издательством University Press of Mississippi в 2002 году. Харрисон обсуждает свою поэзию в обширном интервью журналу Five Points.

## Работа над фильмами
Работа Харрисона над фильмами и в формате сценария началась с его книги «Легенды осени», когда он продал права на экранизацию всех трех историй в книге и принял участие в написании сценария к фильму с тем же названием. Режиссёром фильма выступил Эдвард Цвик, в главных ролях снялись Брэд Питт, Энтони Хопкинс и Эйдан Куинн; в 1995 году фильм получил премию «Оскар» за операторскую работу. Джим Харрисон был автором сценария этого фильма.
Среди других фильмов, которые он написал по сценарию или в соавторстве, — «Холодные ноги» (1989) с Китом Кэррадайном, Томом Уэйтсом и Рипом Торном, и «Месть» (1990) с Кевином Костнером в главной роли. За свою работу над сценарием фильма «Волк» (1994, с Джеком Николсоном в главной роли) Харрисон вместе с соавтором Уэсли Стриком разделили премию «Сатурн» за лучший сценарий.

### Романы
- Волк: Фальшивые мемуары (1971)
- Хороший день, чтобы умереть (1973)
- Фермер (1976)
- Чернокнижник (1981)
- Солнечный пес: История американского бригадира Роберта Корвуса Стрэнга (1984)
- Далва (1988)
- Дорога домой (1998)
- Истинный север (2004)
- Возвращение на Землю (2007)
- The English Major (2008)
- Великий лидер (2011)
- Большая семерка (2015)

### Новеллы
- Легенды осени (1979). Три новеллы: «Месть», «Человек, который отказался от своего имени» и «Легенды осени».
- Женщина, освещенная светлячками (1990). Три повести: «Коричневая собака», «Сансет Лимитед» и «Женщина, освещенная светлячками».
- Джулип (1994). Три новеллы: «Джулип», «Человек весом в семь унций» и «Бежевая Долороза».
- Зверь, которого бог забыл создать (2000). Три повести: «Зверь, которого бог забыл создать», «Хо на запад» и «Я забыл съездить в Испанию».
- Лето, когда он не умер (2005). Три повести: «Лето, когда он не умер», «Республиканские жены» и «Выслеживание».
- Дочь фермера (2009). Три повести: «Дочь фермера», «Переделка коричневой собаки» и «Ночные игры».
- Речной пловец (2013). Две повести: «Страна непохожести» и «Пловец по реке».
- Коричневая собака (2013). Пять ранее опубликованных новелл из серии «Коричневая собака» и новая - «Он собака».
- Древний менестрель (2016). Три повести: «Древний менестрель», «Яйца» и «Случай с воющими буддами».

### Нехудожественная литература
- Незадолго до наступления темноты: Сборник научной литературы. — 1991.
- The Raw and the Cooked — Dim Gray Bar Press ltd., 1992.
- Сырое и приготовленное: Приключения бродячего гурмана. — 2001.
- В стороне: Мемуары. — 2002.
- Действительно сытный обед: Размышления о еде и жизни от бродячего гурмана. — 2017.
- В поисках подлинного : Документальная литература, 1970—2015. — 2022.

### Детская литература
- Мальчик, который убежал в лес. / Илл. Тома Поурта. — 2000.

### Поэзия
- Простая песня (У. У. Нортон, 1965)
- Ходьба (издательство «Пим-Рэндалл Пресс», 1967)
- Локации (У. У. Нортон, 1968)
- Чужестранец и газели (Саймон и Шустер, 1971)
- Письма к Есенину (Сумах, 1973)
- Возвращение на Землю (серия сборников на Корт-стрит) (Улица Итака, 1977)
- Избранные и новые стихотворения, 1961—1981 (Хоутон Миффлин, 1981)
- Мир природы: Бестиарий (Открытая книга, 1982)
- Теория и практика рек (Винн, 1986). Переиздано в 1989 году издательством «Кларк Сити Пресс».
- После Иккью и других стихотворений («Шамбала», 1996)
- Форма путешествия: Новые и собранные стихи (Copper Canyon Press, 1998)
- Беседа (Аралия Пресс, 2002). Учебник написан в соавторстве с Тедом Кузером.
- Плетеный ручей: Разговор в стихах (Copper Canyon Press, 2003). В соавторстве с Тедом Кузером.
- Люкс Ливингстона (Limberlost Press, 2005). Проиллюстрировано Грегом Килером.
- Сохранение дневного света (Copper Canyon Press, 2006)
- В поисках маленьких богов (Copper Canyon Press, 2009)
- Песни неразумия (Copper Canyon Press, 2011)
- Поплавок мертвеца (Copper Canyon Press, 2016)
- Джим Харрисон: Основные стихи (Copper Canyon Press, 2019). Под редакцией Джозефа Беднарика.
- Джим Харрисон: Полное собрание стихотворений (Copper Canyon Press, 2021). Под редакцией Джозефа Беднарика.

## Фильмография

### Сценарист
- Холодные ноги (1989)
- Месть (1990)
- Легенды осени (1994)
- Волк (1994)
- Унесенный (1996)
- Далва (1996)

### Продюсер
- Волк (1994)